# Над вічним спокоєм
«Над вічним спокоєм» (рос. Над вечным покоем) — одна з найвідоміших картин російського художника Ісаака Левітана.
Левітан почав роботу над картиною влітку 1893 рік на озері Удомля, біля міста Вишній Волочок. Церква на картині написана з етюду «Дерев'яна церква в Пльосі при останніх променях сонця». Ескіз полотна «Над вічним спокоєм» під назвою «Перед грозою» також зберігається в Державній Третьяковській галереї.
У письмі до П. М. Третьякову 18 травня 1894 року художник писав про свою картину: «Я так невимовно щасливий, що моя робота знову потрапить до Вас, що з учорашнього дня перебуваю в якомусь екстазі. І це, власне, дивно, так як моїх речей у Вас досить, але що ця остання потрапила до Вас, чіпає мене тому так сильно, що в ній я весь, з усією моєю психікою, з усім моїм змістом…». В іншому листі він писав: «Вічність, грізна вічність, в якій потонули покоління і потонуть ще … Який жах, який страх!». 

## Сюжет
У картині «Над вічним спокоєм» важко нависають над землею свинцеві хмари. Широке озеро, що відкривається за скелею, виглядає похмуро і суворо. Левітан писав, що почуває себе «одиноким віч-на-віч з величезним водним простором, який просто вбити може…».
Вода і небо на картині захоплюють, вражають людину, будять думку про нікчемність і швидкоплинність життя. На крутому високому березі стоїть самотня дерев'яна церква, поруч кладовище з похиленими хрестами і покинутими могилами. Вітер хитає дерева, жене хмари, затягує глядача в нескінченний північний простір. Похмурому величі природи протистоїть тільки крихітний вогник у вікні церкви.